# Hechuan
Uma vista da cidade de Hechuan city no ponto de união do Rio Jialing e Rio Fu
Hechuan (em chinês:  合川区, pinyin: Héchuān qū). É uma cidade-distrito sobre a administração do município de Xunquim, no centro da República Popular Chinesa. Localiza-se no ponto de união entre os rios Jialing, fu e qu. Sua área é de 2356 km² e sua população em 2006 foi de 1.53 milhões.

## Administração
A cidade-distrito de Hechuan divide-se em 27 povoados , 3 sub-distritos, 528 povos e 127 comunidades.

## História
Hechuan tem uma história de 2300 anos.
- Em 316 a.C., o condado Dianjiang foi estabelecido aqui.
- No período dos reinos combatentes foi uma capital do estado Ba.
- Em 556, o condado Dianjiang foi renomeado como Hezhou.
- Durante a dinastia Song do sul foi o lugar de uma fortaleza que ainda existe e se conhece como a cidade da pesca (钓鱼城遗址).
- Em 1913, Hezhou foi renomeada como Hechuan.
- Em 1983, o condado Hechuan foi posto sobre a administração de Xunquim.
- Em 1992, o condado Hechuan foi promovido a cidade e chamada cidade de Hechuan.
- Em 2006, a cidade de Hechuan baixou a categoria a condado.

## Clima
O clima da cidade é tropical sub-húmido, a temperatura média anual é de 18C , em janeiro de 7C e julho de 28C. A precipitação é  de 1131.3mm ao ano com 330 livre de nevoeiro.